# Licio Gelli
Licio Gelli (Pistoia, 21 de abril de 1919 - Arezzo, 15 de diciembre de 2015) fue un agente italiano de la logia masónica Propaganda Due (P2), implicado en el escándalo del Banco Ambrosiano acontecido en 1982. Se le conoce como "El hombre de las mil caras" o "El titiritero siniestro".
Fue uno de los camisas negras durante la dictadura de Benito Mussolini en Italia y militó en Falange Española[cita requerida]para luchar además en apoyo al dictador Francisco Franco durante la  Guerra Civil.
Finalizada la Segunda Guerra Mundial, huyó a Sudamérica y vivió en Argentina desde 1944 a 1960, año en el que retornó a su Italia natal, tiempo en que entabló una profunda amistad con el entonces presidente de Argentina, el político y militar Juan Domingo Perón y el político José López Rega, amistad que décadas después profundizarían en los setenta cuando colaboró en  el retorno de Perón y luego ocupando cargos políticos dentro de su tercera presidencia. Dentro de la investigación de la Comisión Parlamentaria Italiana sobre la P2 su presidente Tina Anselmi indicó en una anotación que Gelli habría sido el artífice del golpe militar que derrocó al presidente Frondizi en 1962.
Estuvo involucrado junto a la Banda della Magliana, los servicios secretos, neofascistas reclutados, la Cosa Nostra y la Gladio en: el asesinato en 1978 del ex primer ministro Italiano Aldo Moro (líder de la Democracia Cristiana que estaba negociando el Compromiso Histórico con el Partido Comunista Italiano (PCI); el asesinato en 1979 del periodista Mino Pecorelli luego de que este difundió una pequeña lista de miembros de la P2 ligados al Vaticano, a la cual Pecorelli también pertenecía; en la matanza de Bolonia en 1980; el intento de asesinato en 1982 contra  Roberto Rosone, vicepresidente del Banco Ambrosiano; y el asesinato del "banquero de Dios" Roberto Calvi en 1982.
Tras su muerte en 2015 se descubrió un testamento suyo donde figuraban grandes superficies en Argentina, Paraguay, Uruguay y Brasil.

## Biografía
Agente de la Italia fascista durante los años de la Segunda Guerra Mundial y de la CIA tras ella, Gelli ha sido uno de los operadores anticomunistas más conspicuos de la Guerra Fría, vinculado a distintos sectores del poder en Italia y en otros países, como Argentina.
Gelli comenzó su carrera política como voluntario de los Camisas Negras enviados por el dictador Benito Mussolini en apoyo de la insurrección del general Francisco Franco; un hermano suyo falleció en la guerra civil española. Tras la victoria de Franco en la contienda, Gelli fue enviado como enlace diplomático a Alemania, donde actuó como interlocutor con los oficiales del Tercer Reich. Su experiencia en inteligencia llevó a su reclutamiento por la CIA tras la guerra, interesada en contener el desarrollo de la influencia comunista soviética en los antiguos países del Eje. 
Gelli fue acusado de ejercer un papel fundamental en la Operación Gladio, un operativo clandestino de infiltración organizado por la CIA y la OTAN durante la Guerra Fría, que conformó una red clandestina secreta anticomunista que operó en Europa bajo la dirección de la OTAN y la CIA estadounidense, involucrada en actos terroristas, una "estrategia de tensión" concebida para facilitar la llegada de un supuesto régimen autoritario derechista neofascista para hacer frente a un eventual gobierno del entonces poderoso Partido Comunista Italiano. Entre los recursos de Gladio se contaban la contrainteligencia, el sabotaje y el chantaje.
Gelli habría sido íntimo amigo del anticomunista José López Rega, que habría estado también vinculado a la logia masónica dirigida por Gelli. Una investigación policial llevada a cabo en 1981 reveló varios nombres como parte de un voluminoso listado que evidenció la implicación en la logia P2 de numerosos militares, funcionarios de varios partidos políticos, mafiosos, industriales y políticos extranjeros. Según Víctor Melchor Basterra en el Nunca Más, estando en el sótano del Casino de Oficiales, donde funcionaba un taller que confeccionaba documentación falsa para los grupos de tareas, le tocó falsificar documentos para Gelli.
En Uruguay se ha documentado la participación protagónica de Gelli en escándalos financieros durante la dictadura militar de ese país, en especial con su compatriota Mario Ortolani, que se desempeñaba en Montevideo como Embajador de la Soberana Orden de Malta (con la cual el régimen uruguayo mantenía relaciones diplomáticas). El escándalo subsiguiente llevó a la prohibición de las sociedades secretas durante la década los 90, entre ellas la francmasoneria, en Italia y el encarcelamiento domiciliario de Gelli. En 2007, Gelli, en detención domiciliaria, seguía siendo miembro de la MEAPRMM Masonería Egipcia de Memphis Misraim, junto con otros masones de alto grado, como el Gran Maestre Frank Ripel.
La tumba del expresidente argentino Juan Domingo Perón fue profanada en 1987 por desconocidos que abrieron la bóveda, el ataúd y con una sierra eléctrica cortaron las manos del cadáver. Un libro sobre el caso culpa al jefe de la logia italiana Propaganda Due, Licio Gelli, afirmando que el atentado se hizo en complicidad con los represores de la dictadura militar conocida como Proceso de Reorganización Nacional. El 21 de marzo de 1981, desde la judicatura milanesa se emitió una orden de captura contra Licio Gelli, acusado de «buscar informaciones concernientes a la seguridad del Estado». En mayo de 1981, en el transcurso de la investigación por bancarrota fraudulenta del financiero siciliano Michele Sindona —que, en 1986, aparecería muerto en su celda—, en una de las casas de Licio Gelli apareció la nómina entera, con 962 nombres, de los miembros de la logia P2 que figuraban registrados con sus datos completos.

## Huida a la Argentina después de la Segunda Guerra Mundial
En el obituario a Licio Gelli, publicado tras su muerte por el diario inglés The Telegraph, mencionan que finalizada la Segunda Guerra Mundial fue acusado por torturar a guerrilleros antifascistas y huyó a la Argentina, donde construyó una gran amistad con el político y militar Juan Domingo Perón. Y en 1944, se casó con el amor de su vida, Wanda Vannaci, con quien tuvo cuatro hijos. Gelli regresó a su patria en 1960, pasada la primera etapa de la presidencia de Perón (1946 a 1955). Los diarios italianos tras su muerte mencionaron que fue entonces cuando inició su amistad no solo con Perón, sino también con José López Rega, quién figuraba en la lista de miembros de la  P2.
En una entrevista en 2009 Gelli también aseguró que el exministro de Defensa argentino Adolfo Savino (también miembro de la  P2) en el año 1948 entregó doscientos pasaportes a nazis que buscaban escapar de Europa.
El diario secreto de Tina Anselmi, la presidenta de la Comisión Parlamentaria Italiana sobre la P2, tenía una anotación del 7 de abril de 1983 que indicaba que Gelli había sido el artífice del  golpe contra Frondizi en 1962, producto de los vínculos estrechados en Argentina con los servicios secretos y el peronismo.

## Ascenso en la Logia P2
En 1966 el Gran Maestro de la logia Grande Oriente d'Italia (GOI) Giordano Gamberini y el Gran Maestro adjunto Roberto Ascarelli, bajo órdenes de Frank Gigliotti y Richard McGarrah Helms (de 1966 a 1973 Director de la  CIA), poderosos masones a escala internacional, elevaron a grado de Maestro a Licio Gelli y lo introdujeron dentro del Propaganda Due, la cual Gelli alcanzaría a presidir a partir de 1970, cuando fue elevado al grado de Gran Maestro.

## Su relación con Perón
Gelli viajó junto a Perón en el avión que lo trajo al país en 1973 para que este ejerciese su tercera presidencia. El propio Gelli mencionó en una entrevista, años después, que Perón durante su último gobierno lo designó como delegado comercial de la Embajada Argentina en Italia y como ministro plenipotenciario de Asuntos Culturales. También aseguraba que había sido "la Masonería quién ha puesto a Perón en el poder".
El propio Gelli mencionó en una entrevista en 2009 que llevó a cabo gestiones secretas para facilitar el regreso de Perón, incluyendo conversaciones privadas para persuadir al entonces presidente de facto de Argentina Alejandro Lanusse (1971-1973).
Gelli confesó en una entrevista haber iniciado en la masonería a Perón. «Perón era masón, yo lo inicié en Madrid, en Puerta de Hierro, en junio de 1973», mencionó el Gran Maestre. «Fue una ceremonia simple. No era difícil. Era un rito llamado "al orecchio del maestro" (al oído del maestro)», agregó.
El 19 de octubre de 1973, una semana después de asumir Perón la presidencia de la Nación por tercera vez, condecoró a Gelli con la Gran Cruz de la Orden del Libertador San Martín «por su personalidad y servicios prestados al país».

## Propiedades en Sudamérica
A finales de 2017, a dos años de la muerte de Licio Gelli, se descubrió un testamento escrito por él en 1998 en el que menciona cuantiosas propiedades en Argentina, Paraguay, Uruguay y Brasil, cuatro países que padecieron el llamado Plan Cóndor: 172.000 hectáreas de tierra en Paraguay; Las estancias El Turuman Sarandí y S. Lidia Soca (aproximadamente 16 mil hectáreas valoradas en 5,5 millones de dólares) con animales, además de cuatro edificios, en Uruguay; Dos haciendas con plantaciones de naranjas en Brasil; Y 30 hectáreas edificables en Argentina.